# Hospicjum im. ks. Jerzego Popiełuszki w Bydgoszczy

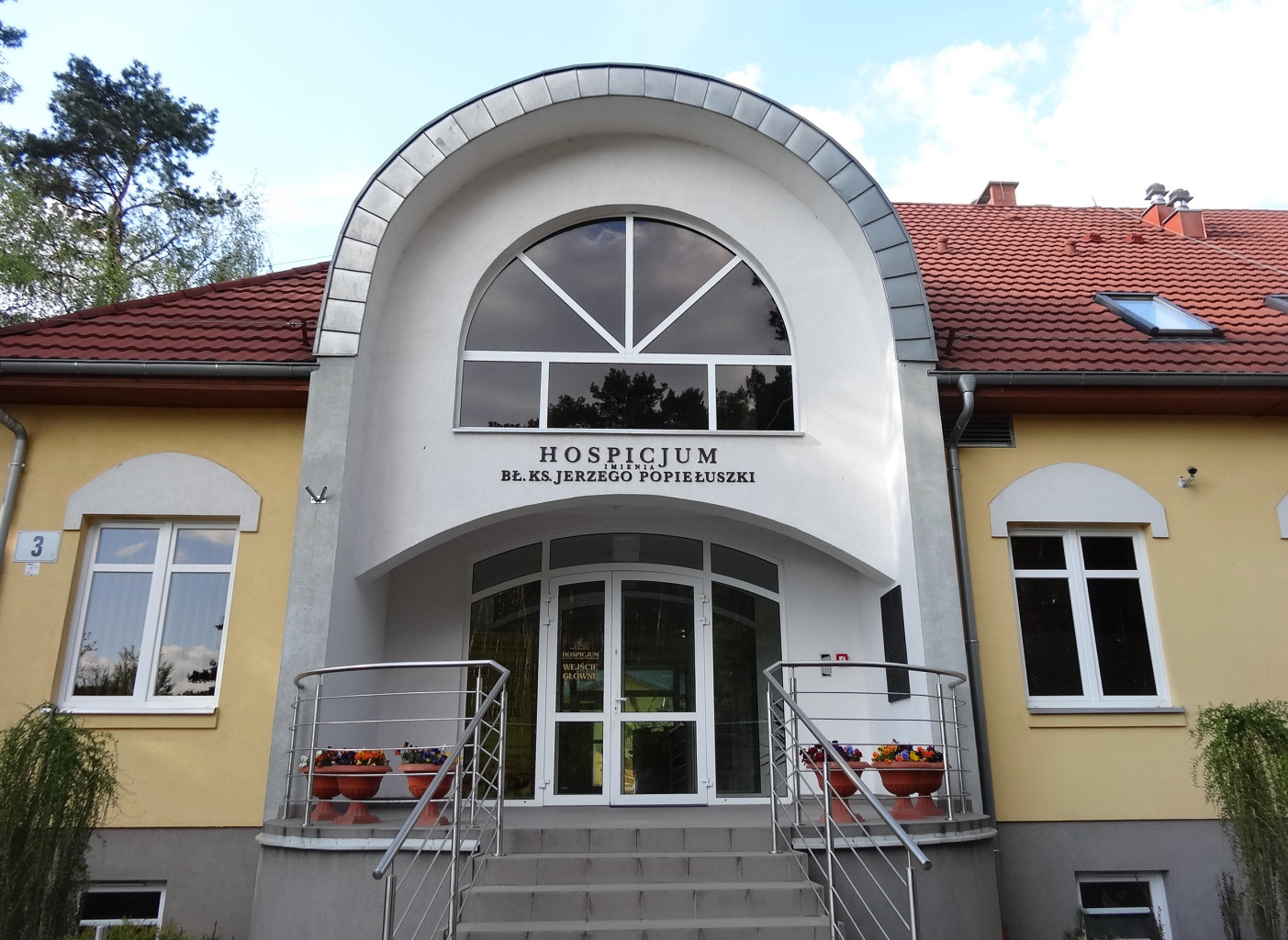
Wejście

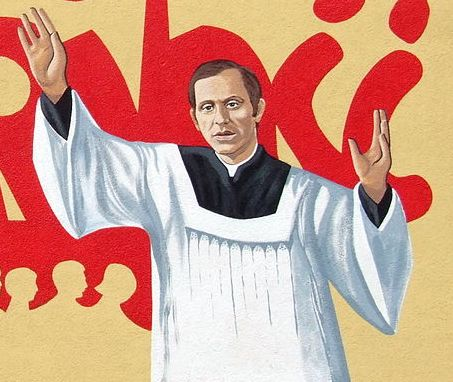
Bł. ks. Jerzy Popiełuszko (1947-1984) – patron hospicjum

Hospicjum im. bł. ks. Jerzego Popiełuszki w Bydgoszczy – placówka opieki paliatywnej w Bydgoszczy położona przy Szpitalu Miejskim, w dzielnicy Kapuściska.

## Charakterystyka
Hospicjum zajmuje się opieką paliatywną nad terminalnie chorymi, łącznie z opieką medyczną, duchową, psychologiczną i społeczną. Otacza również rodziny pacjentów opieką duchową i psychologiczną. Położone jest w kilku pawilonach rozlokowanych na terenie Wielospecjalistycznego Szpitala Miejskiego im. Emila Warmińskiego w Bydgoszczy, na zalesionym terenie, z wejściem od strony ul. ks. Romualda Biniaka.
Podstawową formą działalności hospicjum jest opieka nad pacjentem w domu i wspomaganie jego rodziny. Pacjenci, którym z różnych powodów nie można zapewnić opieki domowej, mogą skorzystać z opieki dziennej lub stacjonarnej. Personel hospicjum udziela wsparcia rodzinie w pierwszych dniach po śmierci chorego. W placówce prowadzona jest także działalność dydaktyczna dla studentów z zakresu opieki paliatywnej.
Na czele hospicjum stoi 5-osobowy zarząd. Pracuje tu 11 lekarzy, 3 psychologów, 4 rehabilitantów, 30 pielęgniarek i sanitariuszy, 8 opiekunek i kilkanaście pracowników obsługi. Od 2005 r. hospicjum należy do organizacji pożytku publicznego. Formami pomocy finansowej są m.in. przekazywanie 1% podatku dochodowego lub składki wiernych w Środę Popielcową we wszystkich kościołach bydgoskich.

## Historia
Pierwsze próby zorganizowania opieki hospicyjnej w Bydgoszczy podjęto na początku lat 80. XX w. W 1984 r. z inicjatywy Czesławy Stachowiak-Nowickiej i Bydgoskiego Towarzystwa Lekarskiego powstał mobilny zespół hospicyjny z siedzibą przy ul. Gdańskiej.
17 maja 1990 r., dekretem arcybiskupa gnieźnieńskiego Józefa Glempa, powstało hospicjum przy parafii Świętych Polskich Braci Męczenników w Bydgoszczy, którego dyrektorem został ks. prałat Romuald Biniak. Członkami-założycielami i pierwszymi wolontariuszami była grupa około 40 osób. Początkowo opieką domową objęto 21 chorych.
27 maja 1992 r. w użyczonym przez Wielospecjalistyczny Szpital Miejski im. Emila Warmińskiego w Bydgoszczy pawilonie „C” utworzono Oddział Stacjonarny (4 łóżka). W tym roku opieką objęto 42 chorych.
W 1993 r. placówka otrzymała status niepublicznego zakładu opieki zdrowotnej. 4 lutego 1995 r. ks. abp Henryk Muszyński, metropolita gnieźnieński, dekretem nadał hospicjum imię ks. Jerzego Popiełuszki.
Po rozbudowie w latach 1997-1999 Oddział Stacjonarny powiększono do 8 łóżek, a w 2005 r. do 18 łóżek. Od 1998 r. funkcjonuje Oddział Dziennego Pobytu. Powstała również Poradnia Medycyny Paliatywnej oraz Centrum Edukacji. Liczba chorych objętych opieką domową wahała się od 200 rocznie w 1992 r. do 720 w 2000 r., a na oddziale stacjonarnym – ok. 100 osób.
W 2005 r. hospicjum otrzymało status organizacji pożytku publicznego i uzyskało prawo prowadzenia staży z dziedziny medycyny paliatywnej. W 2012 r. oddano do użytku nowy pawilon, a w 2015 r. nową część oddziału stacjonarnego.  Po rozbudowie hospicjum dysponowało 29 łóżkami.

### Dyrektorzy
- 1990-2010 – ks. prałat Romuald Biniak
- od 2010 – ks. prałat Józef Kubalewski

### Nazwy
- 1990-1995 – Hospicjum przy parafii Świętych Polskich Braci Męczenników w Bydgoszczy
- 1995-2011 – Hospicjum im. księdza Jerzego Popiełuszki w Bydgoszczy przy Parafii Świętych Polskich Braci Męczenników w Bydgoszczy
- od 2011 – Hospicjum im. błogosławionego księdza Jerzego Popiełuszki w Bydgoszczy

## Struktura organizacyjna
- Oddział Stacjonarny
- Oddział Dziennego Pobytu
- Centrum Hospicjum Domowego
- Poradnia Medycyny Paliatywnej
- Poradnia Żywieniowa
- Centrum Edukacji - szkolenia
- Centrum Wolontariatu
- Centrum Wsparcia Medycznego i Duchowego

## Patron
Patronem hospicjum od 1995 roku jest ks. Jerzy Popiełuszko (1947-1984) – błogosławiony Kościoła katolickiego, kapelan warszawskiej „Solidarności”, obrońca praw człowieka w PRL, zamordowany przez funkcjonariuszy Służby Bezpieczeństwa 19 października 1984 r., bezpośrednio po pobycie w Bydgoszczy w parafii Świętych Polskich Braci Męczenników na zaproszenie  ks. Jerzego Osińskiego, wikariusza parafii Świętych Polskich Braci Męczenników. Swoją ostatnią mszę św. odprawił w kościele Świętych Polskich Braci Męczenników (od 2000 Sanktuarium Nowych Męczenników).